# Blackburn Perth
Blackburn Perth − brytyjska łódź latająca z pierwszej połowy lat 30. XX wieku, największa dwupłatowa maszyna w swej klasie używana operacyjnie przez Royal Air Force.

## Historia
Perth powstał w wytwórni lotniczej Blackburn Aircraft jako rozwinięcie wcześniejszej konstrukcji Blackburn Iris. Główne zmiany polegały na zastąpieniu silników Rolls-Royce Condor trzema Rolls-Royce Buzzard o większej mocy oraz wprowadzeniu zamkniętego kokpitu pilotów. Ponadto w nosie kadłuba zainstalowano szybkostrzelne działko automatyczne kal. 37 mm, co było w połowie lat 30. ewenementem w konstrukcji łodzi latających.
Pierwszy lot prototypu, powstałego z przebudowy jednego z egzemplarzy testowych Iris (specyfikacja Ministerstwa Lotnictwa 20/32), odbył się w 1933 roku. Do roku następnego wybudowano cztery egzemplarze seryjne (numery S3580, S3581, S3582, K4011), które zastąpiły Iris w 209. dywizjonie, stacjonującym w bazie RAF Mount Batten niedaleko Plymouth. Służyły tam, i przez krótki okres także w 204. dywizjonie, głównie do ćwiczeń z zespołami floty na Morzu Irlandzkim. Niedługo przed ich wycofaniem z linii, co nastąpiło ostatecznie w 1938 roku, 209. dywizjon został przebazowany do Felixstowe. Wkrótce Perthy zostały zastąpione w służbie przez samoloty Short Singapore.

## Opis konstrukcji
Blackburn Perth był trójsilnikową, pięciomiejscową (dwóch pilotów, nawigator i dwóch strzelców pokładowych), dwupłatową łodzią latającą konstrukcji całkowicie metalowej, z aluminiowym poszyciem kadłuba i płóciennym skrzydeł. Przestronny kadłub mieścił zakrytą kabinę pilotów, kabiny nawigacyjną i radiostacji oraz załogową kantynę. Napęd stanowiły trzy silniki rzędowe Rolls-Royce Buzzard II MS o mocy po 825 hp.
Samolot był uzbrojony w pojedyncze automatyczne działko kal. 37 mm, o szybkostrzelności 100 strzałów na minutę, zainstalowane w nosie kadłuba, oraz trzy karabiny maszynowe Vickers kal. 7,7 mm na obrotnicach stanowisk strzeleckich w nosie i pośrodku kadłuba oraz w części ogonowej. Ponadto mógł przenosić na zaczepach ładunek do 908 kg bomb lotniczych.